# Heorhi Tibilov
Heorhi Vasylovych Tibilov –en ucraniano, Георгій Васильович Тібілов– (Vladikavkaz, 6 de noviembre de 1984) es un deportista ucraniano que compitió en lucha libre.
Ganó una medalla de plata en el Campeonato Europeo de Lucha de 2008, en la categoría de 96 kg. Participó en los Juegos Olímpicos de Pekín 2008, ocupando el quinto lugar en la categoría de 96 kg.

## Palmarés internacional
| Campeonato Europeo | Campeonato Europeo  | Campeonato Europeo | Campeonato Europeo |
| Año                | Lugar               | Medalla            | Categoría          |
| ------------------ | ------------------- | ------------------ | ------------------ |
| 2008               | Tampere (Finlandia) | Medalla de plata   | 96 kg              |